# دافيد ياروليم
دافيد ياروليم (بالتشيكية: David Jarolím)‏ ، من مواليد 17 مايو 1979 في كاسلاف في تشيكوسلوفاكيا، لاعب كرة قدم تشيكي.
لعب مع نادي هامبورغ الألماني منذ 2003.
بدأ باللعب مع منتخب التشيك لكرة القدم في 2005.

## مسيرته الكروية
لعب دافيد ياروليم خلال مسيرته الاحترافية مع 7 أندية في ثلاثة وعشرون موسمًا وسجل خلالها 32 هدفًا ضمن 450 مباراة. حيث فاز في موسم واحد بالكأس وفي موسمين بالدوري.
خاض دافيد ياروليم مسيرته مع نادي سلافيا براغ في موسم 1995–96 ولمدة موسمين، مشاركًا في 12 مباراة سجل خلالها هدفًا واحدًا. ثم انتقل إلى نادي بايرن ميونخ ب في موسم 1996–97 في المرة الأولى واستمر معه طيلة ثلاثة مواسم ثم في موسم 1999–00 لمدة موسم واحد، حيث شارك طوالها في 63 مباراة سجل خلالها 12 هدفًا. لينتقل بعدها إلى نادي بايرن ميونخ في موسم 1998–99 لمدة موسم واحد، مشاركًا في مباراة ولم يسجل أي هدف. ثم انتقل إلى نادي نورنبرغ في موسم 2000–01 ليلعب معه أربعة مواسم، مشاركًا في 73 مباراة سجل خلالها 4 أهداف. هذا وانتقل لاحقًا إلى نادي هامبورغ في موسم 2003–04 ليلعب معه تسعة مواسم، مشاركًا في 257 مباراة سجل خلالها 14 هدفًا. ثم انتقل بعدها إلى نادي ملادا بوليسلاف في موسم 2012–13 ولمدة موسمين، مشاركًا في 39 مباراة سجل خلالها هدفًا واحدًا.

## روابط خارجية
- دافيد ياروليم على موقع الاتحاد الدولي (مؤرشف)  (الإنجليزية)
- دافيد ياروليم على موقع الاتحاد الأوربي (الإنجليزية)
- دافيد ياروليم على موقع الاتحاد التشيكي (الإنجليزية)
- دافيد ياروليم على موقع قاعدة بيانات كرة القدم.إي يو (الإنجليزية)
- دافيد ياروليم على موقع بيانات كرة القدم. دي إي (الألمانية)
- دافيد ياروليم على موقع ناشيونال فوتبول تيمز (الإنجليزية)
- دافيد ياروليم على موقع Soccerbase.com (لاعب) (الإنجليزية)
- دافيد ياروليم على موقع Soccerway.com (الإنجليزية)
- دافيد ياروليم على موقع عالم كرة القدم.نت (الإنجليزية)
- دافيد ياروليم على موقع كووورة